# 菊本平
菊本 平（きくもと たいら、1979年6月11日 - ）は、日本の男性声優。茨城県出身。マウスプロモーション所属。

## 人物
声優になっていなかったら学生時代は、「警察官もいいかも」と思っており、正義の味方という感じが好きだという。
ウィットプロモーションを経て2009年からマウスプロモーション所属。
ボイスオーバーで活躍している。
趣味・特技は柔道。

## 出演
太字はメインキャラクター。

### テレビアニメ
2009年
- 犬夜叉 完結編（三首狼）
- 涼宮ハルヒの憂鬱（2009年版）（通行人）
- 東京マグニチュード8.0

2010年
- 刀語（胡乱）
- 聖痕のクェイサー（幹部）
- 戦う司書 The Book of Bantorra（オルト＝ゴーラ、手下1）
- 咎狗の血（参加者）
- NARUTO -ナルト- 疾風伝（2010年 - 2014年、水戸門ホムラ、ランカ、タンゴ、カユイ、ムサイ、イリノ、オオノキ〈少年・青年〉、ナツ、丙、ウルシ〈青年〉 他）
- 薄桜鬼（会津藩士）
- ヨスガノソラ（用務員）

2011年
- THE IDOLM@STER（アシスタントカメラマン）
- 銀魂'（男B、オタクA）
- STEINS;GATE（秋葉幸高）
- SKET DANCE（不良リーダー）
- Fate/Zero（隊長）
- ブレイド（協力者）

2012年
- アイカツ!（ディレクター）
- 宇宙兄弟（高木）
- ジョジョの奇妙な冒険（男、御者、ゾンビ、元老人）
- 探検ドリランド（観光客）
- 這いよれ! ニャル子さん（インスマウス）
- メタルファイト ベイブレード 4D（副操縦士）
- LUPIN the Third -峰不二子という女-（手下）

2013年
- 宇宙戦艦ヤマト2199（杉山宣彦、早乙女友治、金城和夫、大工原剛志、ボルト・グラン、ランス・ラーキン 他）※2012年劇場先行公開
- THE UNLIMITED 兵部京介（視察団スタッフ）
- ドキドキ!プリキュア（ディレクター、サラリーマン、男子、司会者、角野秋 他）
- トリコ（2013年 - 2014年、職人、秋丸、タイラン、ダマラ・スカイ13世、ザラギラ）
- 忍たま乱太郎（山賊）
- ビビッドレッド・オペレーション（学園長）

2014年
- 金田一少年の事件簿R（数学の先生、ハン）

2016年
- ドラえもん（テレビ朝日版第2期）（飼い主、コニーの父、織田信長）

2018年
- BORUTO-ボルト- NARUTO NEXT GENERATIONS（2018年 - 、遠野カタスケ、オオノキ〈少年期〉、ゴロツキ、フゴウ）
- 殺戮の天使（施設の男）

2019年 
- かつて神だった獣たちへ（調達屋）
- ありふれた職業で世界最強（ロア・バワビス）

2023年
- 不滅のあなたへ（ホーキー）
- アイドルマスター シンデレラガールズ U149（ありす父）

2024年
- 狼と香辛料 MERCHANT MEETS THE WISE WOLF（村人、手の者、使用人、商人）

2025年
- アン・シャーリー（医者）

### 劇場アニメ
2010年
- 宇宙ショーへようこそ（青年団員）

2011年
- 鬼神伝（武官）
- 劇場版 NARUTO -ナルト- ブラッド・プリズン（丑）

2012年
- ねらわれた学園（天野だいと）

2014年
- 宇宙戦艦ヤマト2199 星巡る方舟（ガトランティス戦士）

2015年
- BORUTO -NARUTO THE MOVIE-（カタスケ）

### OVA
2010年
- 眼鏡なカノジョ（先生、レポーター、講師、男子生徒D）

2012年
- みのりスクランブル!（ソバ屋）

2013年
- コープスパーティー Tortured Souls -暴虐された魂の呪叫-（柳掘隆峰）

2014年
- 進撃の巨人 悔いなき選択（作業員）※単行本第15巻DVD付き限定版

2018年
- 宇宙戦艦ヤマト2202 愛の戦士たち（ゲルド・アーレン、工場長）※ODS作品、2018年秋テレビ放送開始予定

### Webアニメ
- ROBOT TOWN SAGAMI 2028（2016年、隆男）
- マウスどうぶつえん（2018年、トドのたいら）

### ゲーム
2009年
- Steins;Gate

2010年
- コープスパーティー ブラッドカバー リピーティッドフィアー（柳堀隆峰、坪田美貴男、袋井雅人）
- ブラックロックシューター THE GAME

2011年
- アサシン クリード リベレーション
- うみねこのなく頃に散 〜真実と幻想の夜想曲〜
- コープスパーティー Book of Shadows（袋井雅人）
- 侍道4

2012年
- アサシン クリード III レディ リバティ
- 幻想水滸伝 紡がれし百年の時（ビョルン、ノルバノス・ノビリオス）
- コープスパーティー -THE ANTHOLOGY- サチコの恋愛遊戯♥Hysteric Birthday 2U（袋井雅人）
- ストリートファイター X 鉄拳
- BLACK WOLVES SAGA - Last Hope -
- WHITE ALBUM2 幸せの向こう側
- リトルウィッチ パルフェ 〜黒猫魔法店物語〜（宮廷魔術士）

2013年
- God of War: Ascension
- STEINS;GATE 線形拘束のフェノグラム（秋葉幸高）

2014年
- KILLZONE SHADOW FALL
- コープスパーティー BLOOD DRIVE（袋井雅人）

2015年
- The Order:1886
- 薄桜鬼 真改 風ノ章（松本良順）

2016年
- ぐるモン（アカナタ）
- ストリートファイターV（テイラー、シャドルーの兵士(H)）
- 薄桜鬼 真改 華ノ章（松本良順）
- ファンタジーウォータクティクス（ウェアウルフジャック、ゴーレムランス）
- ブレイブリークロニクル（フォンゼスネル ・ネルガル）
- ワールドクロスサーガ -時と少女と鏡の扉-（レイバハムート）

2017年
- 黒の騎士団〜ナイツクロニクル〜（ヴァルデール）
- BLACK WOLVES SAGA - Weiβ und Schwarz -
- ホライゾン ゼロ・ドーン

2019年
- ファイアーエムブレム 風花雪月（ロドリグ）

2020年
- D×2 真・女神転生 リベレーション
- 龍が如く7 光と闇の行方
- ファイナルファンタジーVII リメイク
- ドラゴンクエストX いばらの巫女と滅びの神 オンライン（ゼンゼ、ソンダイ）
- The Last of Us Part II（男の民兵）

2022年
- ファイアーエムブレム無双 風花雪月（ロドリグ＝アシル＝フラルダリウス）

2023年
- ストリートファイター6（市民）

### ドラマCD
- 茨木さんと京橋君（奥田）
- ABC殺人事件（ジャップ警部）
- コルセーアIX 〜月を抱く海4〜（ハディ）
- JIHAI〜磁海〜Another pain（フロント）
- シェルノサージュ 〜失われた星へ捧ぐ詩〜（駅のアナウンス）
- STEINS;GATE 哀心迷図のバベル（秋葉幸高）
- 世紀末探偵倶楽部（ネーザン・ガリデブ）
- 小さな恋のメロディ（教師）
- ファイアーエムブレム 覚醒 ドラマCD Vol.1「一触即発のイーリス・ロマンス」
- ほんと野獣 3（組員）
- 僕のショパン 名曲集&ドラマCDシリーズ #1（資本家）
- ほどける怪物（2015年7月31日、三田）※表題ドラマCD「恋愛ルビの正しいふりかた」に同時収録
- MAUSU THEATER
- メランコリック・メローメロー（軽音部）

### 吹き替え

#### 映画
- アイ・アム・ナンバー4
- アンダーワールド 覚醒
- X-MEN:ファースト・ジェネレーション（アーマンド・ムニョス / ダーウィン〈エディ・ガテギ〉、ヤーノシュ・クエステッド / リップタイド〈アレックス・ゴンザレス（英語版）〉）
- オデッセイ（英国リポーター男）
- オン・ザ・ロック（ディーン〈マーロン・ウェイアンズ〉）
- キャプテン・フィリップス（マリオ・クロッター〈ピーター・ランディ〉）
- グリーン・ランタン
- ゲーム・チェンジ 大統領選を駆け抜けた女
- 恋とニュースのつくり方
- THE GREY 凍える太陽（ヘルナンデス〈ベン・ブレイ〉）
- ジュリエットからの手紙
- セックス・アンド・ザ・シティ2（カリード）
- TIME/タイム（ラドー〈ラ・モンド・バード〉）
- ダメ男に復讐する方法（フランク〈ドン・ジョンソン〉）
- 沈黙の復讐（スティーヴ）
- ティモシーの小さな奇跡
- ナイト ミュージアム2（CM父親）
- 根の深い木 〜世宗大王の誓い〜

#### テレビドラマ
- iCarly
- アンフォゲッタブル 完全記憶捜査
- 倚天屠龍記（衛壁）
- エレメンタリー4 ホームズ&ワトソン in NY
- NCIS 〜ネイビー犯罪捜査班
  - シーズン1 #16（アリ・ハスワリ〈ルドルフ・マーティン〉）
  - シーズン5 #6（ウィリアム・スキナー中佐〈スティーヴン・カルプ〉）
- 救命医ハンク セレブ診療ファイル
- キャッスル 〜ミステリー作家は事件がお好き（ケヴィン・ライアン刑事〈シーマス・ディーヴァー〉）
- クリミナル・マインド6、7 FBI行動分析課
- グレイズ・アナトミー7
- 刑事トム・ソーン 声なき目撃者
- コールドケース6
- ザ・パシフィック
- シャーロック・ホームズ シャドウ ゲーム（カラザース〈ジャック・ラスキー〉）
- CSI:ニューヨーク6
- 主任警部アラン・バンクス
- スパルタカスII
- ゾウズ・フー・キル3 殺意の深層
- 続ハリーズ・ロー 裏通り法律事務所
- PERSON of INTEREST 犯罪予知ユニット
- ハーパーズ・アイランド 惨劇の島
- HAWAII FIVE-0 シーズン3 #12
- PAN AM/パンナム
- プライベート・プラクティス4
- ブラザーズ&シスターズ
- ブルーブラッド 〜NYPD家族の絆〜
- ボルジア家 愛と欲望の教皇一族
- ホワイトチャペル2 終わりなき殺意
- マードック・ミステリー 〜刑事マードックの捜査ファイル〜（テディ・ジョーンズ・ジュニア）
- 魔術師 MERLIN（トム、レオン、衛兵）
- ミディアム4 霊能者アリソン・デュボア
- ミディアム5 霊能者アリソン・デュボア
- ミディマム6 霊能者アリソン・デュボア
- ミディアム7 最終章
- 名探偵ポワロ 三幕の殺人 ※NHK版

#### アニメ
- スター・ウォーズ/クローン・ウォーズ
- ヒックとドラゴン 〜バーク島の冒険〜
- ボンバッド・バウンティ
- モーターシティ（トゥーリー）
- ヤング・ジャスティス
- LEGO スター・ウォーズ パダワン・メナス

#### その他
- トップ・シェフ（モーガン・ウィルソン）

### デジタルコミック
- VOMIC 青の祓魔師（不良B、家族B、家族E）

### オーディオブック
- 池袋ウエストゲートパーク（2010年）
- 池袋ウエストゲートパーク 2 少年計数機（2010年）
- 池袋ウエストゲートパーク 7 Gボーイズ冬戦争（2014年、成瀬優）
- 池袋ウエストゲートパーク 8 非正規レジスタンス（2015年、大垣忠孝）
- 池袋ウエストゲートパーク 9 ドラゴン・ティアーズ 龍涙（2015年、ブラッド宮元）
- 流（2017年）
- 恋歌（2018年、市毛）

### ボイスオーバー
- 現代の驚異シリーズ（ヒストリーチャンネル）
- サイエンスワールド（ナショナルジオグラフィックチャンネル）
- 地球ドラマチック（NHK教育）
  - 「ニック・ハミルトン 〜カーレーサーへの挑戦〜」（2012年）
  - 「ラオス 村に電気がやってきた」（2013年）
  - 「サメ 水族館に届けます」（2014年）
  - 「月と衛星 宇宙の神秘 生命は存在するのか」（2014年）
  - 「巨大空港の舞台裏 出発編 〜ロンドン・ヒースロー空港〜」（2015年）
  - 「初めて空を飛んだ男たち 〜気球誕生の物語〜」（2015年）
  - 「砂漠の船に乗って 〜世界ラクダ物語〜」（2015年）
  - 「パンダがやってくる! 〜シンガポール 飼育員の奮闘記〜」（2015年）
  - 「ツタンカーメンの謎 〜死の真相に迫る〜」（2015年）
  - 「ストーンヘンジ 〜巨石建造物の謎を追う!〜」（2017年）
  - 「再発見！巨大マンモスの真実」（2024年）
- 高橋一生 の気ままにスナフキン旅（2020年、NHK-Eテレ）
- 七つの大罪（ディスカバリーチャンネル）
- BBC地球伝説（BS朝日）
- BS世界のドキュメンタリー（NHK-BS1）
- モーガン・フリーマン 時空を超えて（NHK-Eテレ）